# Емил Стойчев
Емил Аспарухов Стойчев е български художник. Организатор на десетки самостоятелни изложби в България, Франция, Япония, САЩ, Германия, Белгия и други. Негови картини са притежание на известни галерии и публични и частни колекции в Европа, Америка и Азия. Той е най-скъпо продаваният български художник. Творчеството му, характерно със самобитния си модернизъм, е сравнявано с това на Пикасо, Гоя, Танги, Миро.

## Биография
Емил Стойчев е роден на 26 юни 1935 година в София. Започва работа като театрален художник в края на 1950-те години. От 1991 година живее и работи в Париж. Той е единственият български художник, който представя Източна Европа в каталога на аукционна къща „Друо“. През 90-те години Жак Ширак, кмет на Париж по това време, го кани да направи изложба в двореца Багател. В края на 90-те години открива голяма изложба в ХГ в Добрич. През 1995 година прави изложба в Музея за чуждестранно изкуство в София по случай 60-годишнината си. През април 2010 година става почетен доктор на НХА, макар да не я е завършил.

## Творби
Творби на Емил Стойчев са:
- „Голямото чучело“ (1985)
- „Портрет в червено“ (1985)
- „Хвърчилото“ (1986)
- „Автопортрет“ (1987)
- „Портрет в синьо“ (1987)
- цикъл „Пеперуди и лято“ (1987)
- „Разговор в градината“ (1988)
- „Машина за месо“ (1991)
- „Пасторал“ (1991)
- „Посвещение“ (1991)
- „Реквием“ (1991)
- „Светлина“ (1994)
- „Лунна нощ“ (1994)
- „Ерозия“ (1994)
- „Ерозия II“ (1994)

## Награди
Емил Стойчев е носител на престижни награди в България и по света, сред които:
- Орден „Стара планина“ I степен[2]
- Наградата на София (1967)[1]
- Наградата на СБХ „Владимир Димитров – Майстора“ (1979, 1985)[2]
- Награда от Биеналето в Кан сюр Мер (1981)[1]
- Голямата награда на VI биенале в Шчечин, Полша (1975)[1]
- Награда на Градски съвет в Радом, Полша (1987)[1]
- Голяма награда на Международното жури през 1989 година – „Златен Езоп“[2]
- Националната награда „Захарий Зограф“ за изключителни постижения в областта на изобразителните изкуства, удостоена от община Самоков[2]
- Орден „Св. Кирил и Методий“ – огърлие[3]